# Museo Histórico Carabineros de Chile
El Museo Histórico Carabineros de Chile (MHC) es el órgano institucional oficial para el resguardo del patrimonio histórico de Carabineros de Chile. Contiene diversas colecciones relacionadas la historia de la función policial en Chile, abarcando por lo tanto, desde la llegada de Pedro de Valdivia al valle del Mapocho hasta nuestros días.

## Misión y visión
La misión del museo es «rescatar, conservar, investigar, exponer y difundir el patrimonio histórico correspondiente a la función policial y a Carabineros de Chile, de acuerdo a su carácter de agente educativo informal», mientras que la visión está definida bajo el concepto de «consolidar al Museo a nivel nacional como un referente de difusión y registro de la función policial chilena».

## Historia

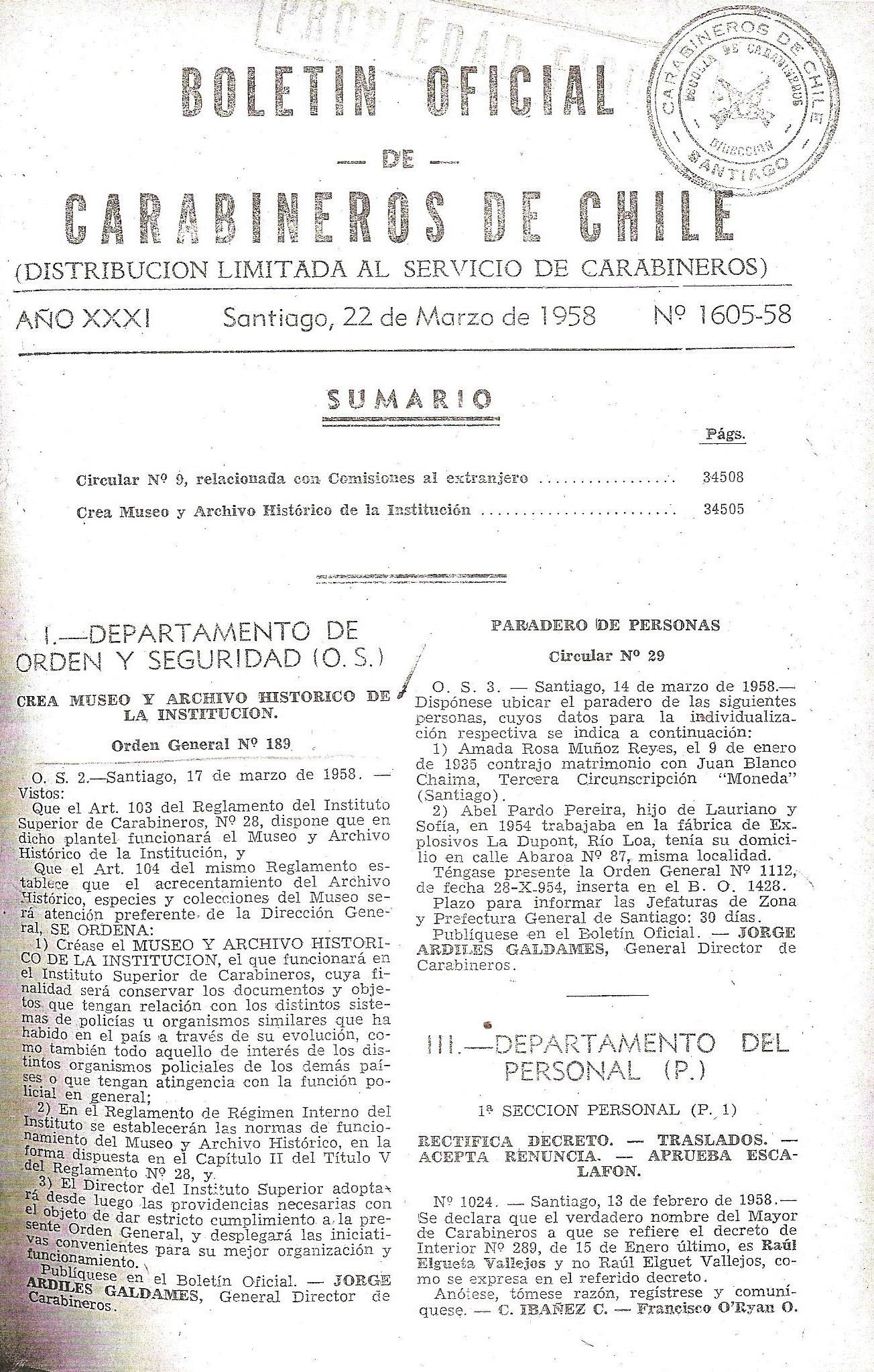
O.G. N°189.

El MHC fue creado como Museo y Archivo Histórico de Carabineros de Chile, mediante la Orden General 189 de 17 de marzo de 1958, por parte del general director Jorge Ardiles Galdames, con la finalidad de conservar los documentos y objetos que tengan relación con los distintos sistemas de policías u organismos similares que hayan existido en el país.
Fue inaugurado oficialmente con motivo del cincuentenario de Carabineros de Chile, el 29 de abril de 1977. Luego de funcionar en distintas dependencias, en 1992 se trasladó definitivamente a la Escuela de Carabineros del General Carlos Ibáñez del Campo, en la antigua casa utilizada por la Dirección del plantel, donde funciona hasta hoy.
En 2007, y gracias a la Ley de donaciones culturales, se realizó una profunda modificación, tanto física como metodológica en el Museo, orientada a modernizar la museografía y difundir la historia de la evolución de la función policial en el país. El edificio fue remodelado por el arquitecto Gonzalo Mardones Viviani, conservando su estructura original. Durante este proceso, se adecuaron los espacios interiores para cumplir con las funciones propias de un museo. Luego, se pintó completamente de blanco, para conectarlo con el concepto arquitectónico del Centro Cultural Carabineros de Chile.

## Colecciones

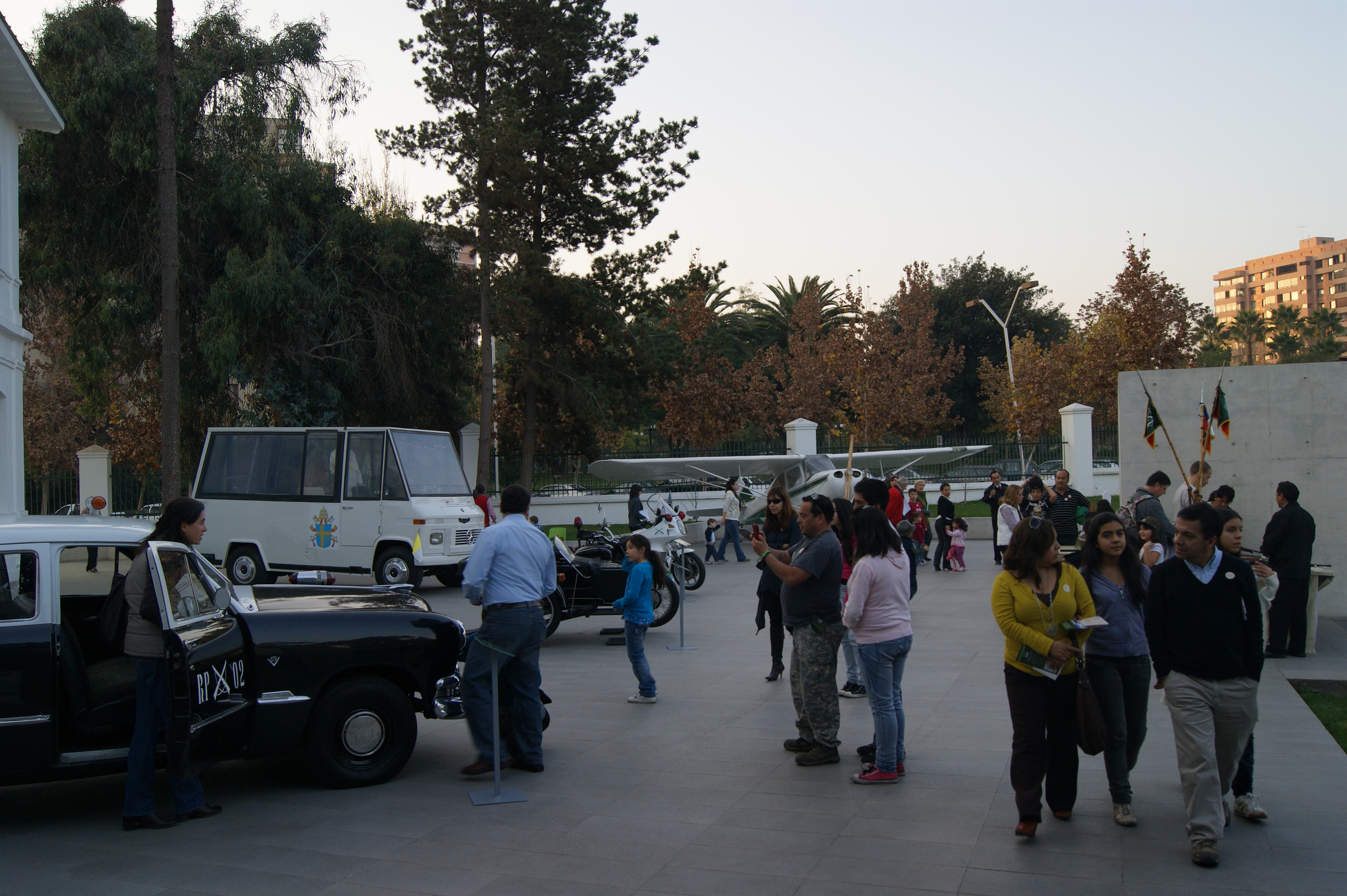
Patio de vehículos del MHC. A la derecha se puede apreciar el Papamóvil usado por Juan Pablo II en 1987 durante su visita a Chile.

El MHC posee una serie de colecciones las cuales se han clasificado en ocho categorías.
- Pintura
- Escultura
- Equipos y accesorios
- Falerística
- Armas
- Libros y documentos
- Textil y vestuario
- Vehículos

Destacan en estas colecciones algunos objetos en particular como la pintura "Carabinero Chileno" del destacado artista nacional Jorge Délano realizado en 1953; el medallón-retrato del Comandante Manuel Chacón Garay esculpido por Nicanor Plaza en 1875; los objetos personales del Teniente Hernán Merino Correa, fallecido en Laguna del Desierto en 1965; las medallas de plata obtenidas por el Capitán Óscar Cristi Gallo en los Juegos Olímpicos de Helsinki, 1952; y el Papamóvil utilizado por Juan Pablo II durante su visita a Chile en abril de 1987.

## Áreas de trabajo
El MHC cuenta con seis áreas de trabajo.
- Museografía
- Conservación y restauración
- Investigación histórica
- Educación
- Comunicaciones
- Centro de Documentación y Archivo Histórico

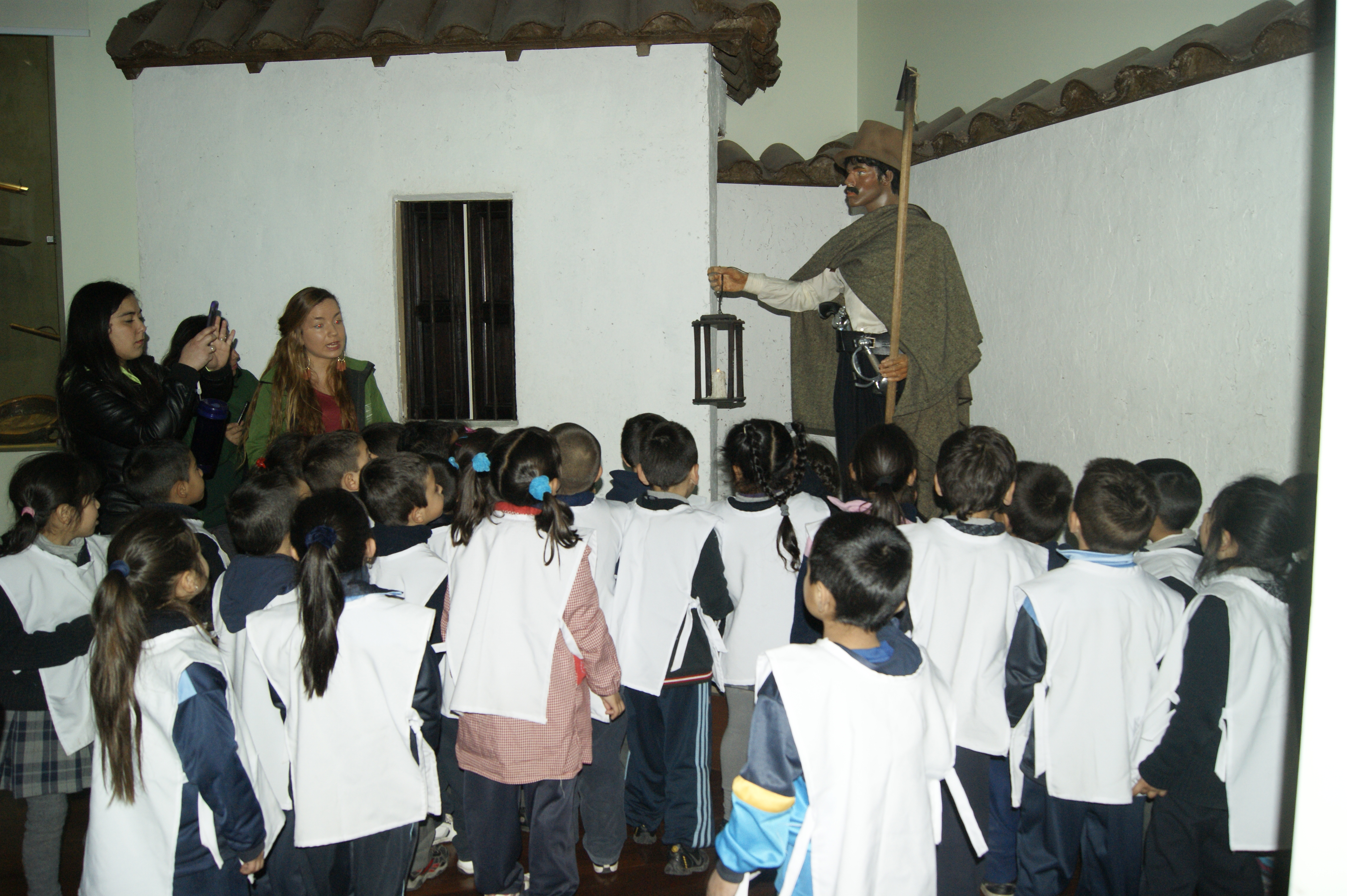
Un público importante para el MHC lo constituyen los escolares.

Cabe destacar que el Museo cuenta con una biblioteca especializada en temas históricos y un archivo documental y fotográfico relacionado con la historia de la función policial en Chile.

Además, el Museo desarrolla actividades de extensión como muestras itinerantes, o participación en diversas instancias de connotación nacional como el Día del Patrimonio Cultural y Museos de Medianoche.

En el ámbito investigativo destaca la publicación del texto Carabineros de Chile, evolución de la función policial, destinado a todos los alumnos de los diferentes planteles de la institución. A él se sumó durante 2013 el primer ejemplar de la Revista Museo Histórico Carabineros de Chile.

Por su parte, el MHC facilita situaciones en las que se pone en juego el aprendizaje y la interacción social a través de charlas y presentaciones de los diferentes estamentos que componen Carabineros de Chile en instancias como los programas de vacaciones de invierno.

## Ubicación y horarios
El Museo Histórico Carabineros de Chile se ubica al costado norte de la Escuela de Carabineros, en Avenida Antonio Varas 1690, en la comuna de Providencia. Su horario de atención es de martes a jueves de 10.00 a 17.30, el viernes de 10.00 a 16.30 y el sábado de 9.00 a 13.00. A ello se suma la posibilidad de concertar visitas guiadas las cuales se pueden planificar de lunes a viernes.